# Бондар Ганна Вячеславівна
Га́нна Вячесла́вівна Бо́ндар — українська архітекторка та політична діячка. Народний депутат України IX скликання; в.о. головного архітектора міста Києва та директора Департаменту містобудування та архітектури КМДА з жовтня 2015 року по 4 квітня 2016 року. Заслужений архітектор України (2018).

## Життєпис
Народилася 23 лютого 1975 року в Києві в родині архітекторів.
Закінчила школу № 25 у Києві.
У 1997 році закінчила факультет теорії та історії мистецтв Національної академії образотворчого мистецтва й архітектури у Києві.
У 2011 році закінчила архітектурний факультет Київського національного університету будівництва й архітектури і здобула ступінь бакалавра.
У 2012 році закінчила магістратуру в національному університеті «Львівська політехніка».
Одружена, виховує доньку 1997 року народження і двох синів 2008 і 2013 років народження. Донька Софія навчається на першому курсі архітектурного факультету.

## Професійна кар'єра
Працювала архітекторкою і рекламісткою.
2011—2012 — начальниця управління реновації вуличного простору КО «Інститут Генерального плану м. Києва».
2012—2015 — керівниця Служби містобудівного кадастру Департаменту містобудування й архітектури КМДА.
Курувала архітектурні конкурси. Кураторка першого в Києві фестивалю міських проєктів «PRO місто», конкурсу меморіалу Небесної сотні «Територія гідності», реконструкції Контрактової площі.
У жовтні 2015-го призначена виконуючою обов'язків головного архітектора міста та директора Департаменту містобудування та архітектури КМДА. Згодом зайняла посаду Генерального директора Директорату технічного регулювання в будівництві Міністерства регіонального розвитку, будівництва та житлово-комунального господарства України. Безпартійна.

## Політична діяльність
На парламентських виборах 2019 року була висунута кандидаткою у народні депутати від партії «Слуга народу» по виборчому округу 220 (Подільський район м. Києва). В результаті виборів здобула перемогу, набравши 37,2 % голосів.
У парламенті увійшла до Комітету Верховної Ради з питань організації державної влади, місцевого самоврядування, регіонального розвитку та містобудування, голова підкомітету з питань містобудування, благоустрою та земельних відносин у межах територій забудови. Член Постійної делегації у Парламентському вимірі Центральноєвропейської ініціативи.
У 2020 році народні депутати Ганна Бондар («Слуга народу») і Олександр Лукашев (ОПЗЖ) прийшли до Вищого антикорупційного суду брати на поруки колишнього головного архітектора Києва Сергія Целовальника, якому НАБУ оголосило про підозру у нанесенні 9,3 млн гривень збитку територіальній громаді столиці.

## Скандали
2014 рік — у паперовій декларації за 2014 рік, яку Бондар подавала для проходження перевірки з очищення влади в департаменті КМДА, вона не згадала про авто. Також Бондар не зазначила у власності своїй чи членів сім'ї жодної нерухомості, хоча написала, що проживає у квартирі в будинку на вулиці Петропавлівській.
А от в електронній декларації за 2015 рік відображено, що Бондар володіє автівкою з 2009 року.
У 2016 році Анна Бондар подала документи з ознаками підробки в Комісію з проведення конкурсу на заміщення посади головного архітектора міста Києва. ЗМІ називають Бондар креатурою Андрія Вавриша, колишнього заступника голови Департаменту архітектури та містобудування КМДА. Мер Кличко неодноразово підозрював Вавриша в покритті корупційних схем. У зв'язку з цим чиновник і був звільнений. Разом із Бондар вони «протягнули» низку програм забудов через нелегітимні конкурси.
Ганна Бондар не зазначила автомобіль, який є у її власності з 2009 року. Також Бондар не зазначила у власності своїй чи членів сім'ї жодної нерухомості, хоча написала, що проживає у квартирі в будинку на вулиці Петропавлівській.

## Книги
- «Архітектурні конкурси та конкурси розвитку територій: демократія в дії» (Арт книга, 2017 — м. Київ)
- «Городской ветер» Рассказы киевлянки" (ВАРТО, 2019— м. Київ)
- «73 чудернацькі трапунки з життя архітектора Щедрикова» бірка фейлетонів (CANactions, 2020 — м. Київ) Переказ Артем Полежака